# Polícia Rodoviária Federal
La Polícia Rodoviária Federal (Italiano: Polizia Stradale Federale), conosciuta anche come PRF, è la polizia stradale federale brasiliana, subordinata al Ministero della Giustizia, il cui compito principale è quello di pattugliare le maggiori strade nazionali. Il DNER (Departamento Nacional de Estradas de Rodagem) fu subordinato al vecchio Dipartimento Nazionale delle Strade (oggi il DNIT), fino alla pubblicazione della legge n. 8028 del 12 aprile 1990, che ridefinì la struttura dei vertici brasiliani.
Le sue competenze furono definite dall'articolo 144 della Costituzione Federale e dalla legge n. 9503 del 3 ottobre 1995 (Codice della Strada brasiliano) e, per la regolamentazione interna, dal decreto ministeriale 1375 del 2 agosto 2007.

## Organizzazione

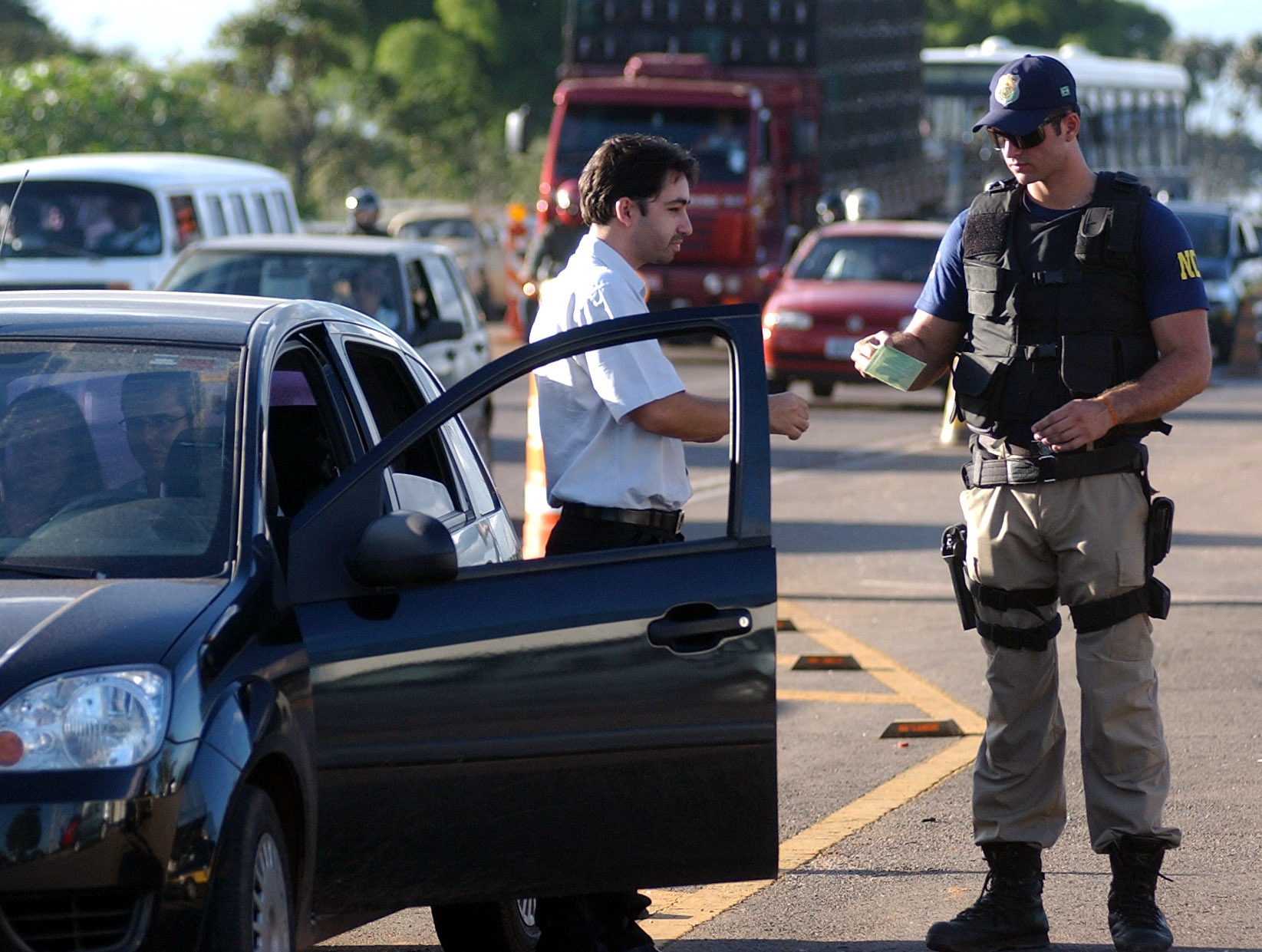
Agente della Polícia Rodoviária Federal al lavoro

La PRF fu creata nel 1928 sotto il governo del presidente Washington Luís, con la denominazione di Polizia delle Strade.
Oggi è presente in tutti gli stati del Brasile ed è diretta dal Dipartimento della Polizia Stradale Federale (DPRF), che ha il suo quartier generale a Brasilia. La polizia stradale è divisa in unità amministrative chiamate Regioni e ogni regione può essere una Sorvrintendenza nel caso di grossi stati o un Distretto nel caso di stati minori. Alcune regioni inglobano più stati brasiliani. Le regioni sono divise in Stazioni di Polizia, che coordinano i distretti di controllo.
Attualmente la PRF possiede più di quattrocento distretti di controllo nelle diverse città brasiliane che la rendono una delle agenzie più capillari.
Nonostante il lavoro in uniforme, la PRF è una polizia a ordinamento civile e non esiste una gerarchia rigida tra i poliziotti. I gradi in carriera sono divisi in Agente (Agente), Agente Speciale (Agente Especial) e Ispettore (Inspetor). Questo non si traduce però in una relazione gerarrchica tra le posizioni e quindi può succedere, per esempio, che un Agente Speciale comandi un Ispettore.
Tutta la gerarchia è basata sulle funzioni di comando, che possono essere occupate da qualsiasi poliziotto.

## Interattività

### Sistema Alerta
La PRF possiede uno dei più innovativi sistemi contro la rapina o il furto dell'automobile.
L'utente, quando denunciava un furto incappava nella burocrazia, poiché i dati del veicolo erano immessi nel sistema contro i furti d'auto, nella maggior parte dei casi, ventiquattr'ore dopo la sua richiesta alla stazione di polizia. Spesso le informazioni rimanevano altre ventiquattro ore nel Sistema Integrato di Transito.
La ricerca di un veicolo rubato garantiva ventiquattro o quarantotto ore in cui anche se si presentava una documentazione in cui il ladro, se non era pregiudicato, era visto nel veicolo rubato questi poteva abbandonarlo dopo, con la sicurezza di non essere accusato poiché i dati non erano ancora stati registrati. Il veicolo era creduto libero e solo ventiquattro ore dopo i poliziotti capivano di avere trovato un veicolo rubato.
Per eliminare questa mancanza, il DPRF creò il Sistema Alerta, con cui l'utente può denunciare un furto attraverso Internet. Quando il proprietario si accorge di aver subito un furto d'auto, tramite un terminale di computer, invia la targa del suo veicolo e tutti i posti della PRF sono avvertiti in tempo reale con i dati.
Il sistema è poco conosciuto, anche a causa della scarsa attenzione mostrata dalla stampa, ma si è mostrato comunque un efficiente strumento per combattere il furto di veicoli, soprattutto per chi è abituato all'uso di Internet. La libertà di azione e l'interattività con la PRF in tempo reale e senza il blocco della burocrazia, ha permesso che il tempo per recuperare le informazioni necessarie nei momenti critici fosse ottimizzato.
Siccome chi denuncia un furto è vincolato da un BO (Boletim de Ocorrência), l'obbiettivo di questo sistema è quello di permettere la registrazione delle informazioni nelle prime quarantotto ore del furto (le più critiche e quelle in cui è più facile recuperare il veicolo); questo è attivo per la targa fino a settantadue ore, dopo le quali i dati finiscono nella banca dati per i furti d'auto della Polícia Civil.
Questo sistema fu creato nell'ambito del progetto d'informatizzazione della PRF per permettere maggiore interazione tra polizia e cittadino.

### Statistiche
Il DPRF dispone di una banca dati statistica strutturata come un diario. La stampa, o l'utente comune, può avere accesso giornaliero al registro dove sono scritte le informazioni sulla droga sequestrata e sui veicoli rubati recuperati.
Con questo sistema si possono anche avere una serie di informazioni giornaliere sull'operato della PRF e, grazie alla possibilità di confrontare le statistiche con quelle dei giorni precedenti, seguire l'evoluzione dell'operato di questa forza di polizia.

### Bollettino sugli incidenti stradali
Il bollettino sugli incidenti stradali (BAT) del DPRF è stata un'altra innovazione interattiva impiantata con un sistema denominato BrBrasil, dove il dipartimento rende disponibili i dati sugli incidenti accaduti in ogni stato del Brasile.
Ecco un esempio del suo utilizzo: se un conducente causa un incidente durante un viaggio tra uno stato e un altro del paese, il BAT sarà disponibile nello stato di destinazione che può così ricevere una perizia dell'incidente. Questa arriva a destinazione in ventiquattro ore in ogni Regione (intesa come area di servizio della PRF) dello stato. Le eccezioni sono giustificate da un comandante che verifica anche se nello stesso giorno è stato fatto il BAT.
Qualunque agente della PRF ha accesso al registro degli incidenti in questo sistema, anche se fa parte di un'altra Regione.
Questo sistema permette che incidenti di importanza nazionale siano consultati dal Comando Generale a Brasilia nel momento in cui il poliziotto stila il rapporto dell'incidente. Le informazioni non sono solo in tempo reale ma facilitano anche la ricerca di atti su incidenti o di informazioni per indagini (sempre relative a incidenti) grazie alla libertà di consultazione da parte degli agenti. Questo metodo permette di dare anche una risposta ai cittadini che chiedono una diminuzione della burocrazia in Brasile.

## Armamento
- Pistola: Taurus PT 100 AF con calibro 40 S&W;
- Carabina: Carabina CT 40;
- Fucile a pompa: Semi automatico con calibro 12.

La PRF fu pioniera in Brasile dell'uso del calibro 40 S&W tra le forze di polizia.
Questa grande innovazione nell'autorizzazione all'uso di un calibro con un eccellente potere d'arresto fu portato anche dal gran numero di agenti della PRF appassionati di tiro sportivo in cui questo calibro è utilizzato dai tiratori più esperti.
La PRF ottenne il permesso di utilizzare questo calibro dall'Esercito nazionale. Precedentemente utilizzava il calibro .380 ACP o .38 per le pistole quindi l'esercito non fu restio a permettere l'utilizzo del nuovo calibro visto il basso potere d'arresto (se confrontato con il 40 S&W) di quelli utilizzati.
Siccome il personale della PRF è poco (data soprattutto la grande estensione della rete stradale brasiliana) gli agenti si trovavano quasi sempre in svantaggio numerico negli scontri a fuoco e supplirono a questa mancanza conquistando un vantaggio nel calibro usato.
All'epoca la possibilità di usare il 40 S&W poteva essere considerato un privilegio ma poi questa conquista, in modo lento e graduale, fu estesa anche al personale della Polícia Militar e della Polícia Civil nei vari Stati.
Il potere d'arresto del 40 S&W è riscontrabile nel valore di 92/100: questo significa che su 100 persone colpite da questo proiettile al tronco ben 92 sono fermate con un solo colpo.

## Servizio di soccorso
La PRF può, in alcuni Stati e in accordo con il Serviço de Atendimento Móvel de Urgência (che gestisce le autoambulanze), avere a disposizione alcune vetture per soccorrere le vittime di incidenti stradali. I poliziotti addestrati nel primo soccorso lavorano così con infermieri e dottori.
In altri stati l'accordo per il soccorso è invece con i Bombeiros (l'equivalente brasiliano dei Vigili del Fuoco).

## Operazioni aeree
Il DPRF ha posseduto qualche volta anche la Divisão de Operações Aéreas o DOA (Divisione per le Operazioni Aeree) responsabile del pattugliamento aereo delle strade e del soccorso negli incidenti.
Questa divisione possiede basi a João Pessoa, Brasilia, San Paolo, Pernambuco, Paraná e Santa Catarina. Queste basi lavorano con un elicottero anche se la base di Pernambuco ha anche un aereo, utilizzato per l'identificazione dei campi di marijuana. Gli elicotteri lavorano principalmente nel soccorso alle vittime di incidenti mentre alcune basi, in accordo con il SAMU, si sono trasformate in unità aeree di soccorso.
Sugli elicotteri lavorano un pilota, un operatore e un soccorritore che appartengono tutti alla PRF. Nelle basi che hanno stipulato l'accordo con il SAMU il soccorritore è sostituito da un medico e da un infermiere.
I corsi di preparazione del DPRF per piloti e operatori sono considerati i migliori della polizia brasiliana. Per addestramento i piloti provano missioni di soccorso in ogni situazione, anche in alto mare. Alcuni piloti ricevono l'addestramento al combattimento.

### Flotta Aerea
| Aeronave                    | Quantita |
| --------------------------- | -------- |
| Bell 407                    | 06       |
| Bell 412                    | 01       |
| Eurocopter EC-120           | 04       |
| Piper Seneca III            | 01       |
| Cessna C-208B Grand Caravan | 01       |